# When My Baby Smiles at Me
When My Baby Smiles at Me é um filme norte-americano de 1948, do gênero musical, dirigido por Walter Lang e estrelado por Betty Grable e Dan Dailey.

## Produção

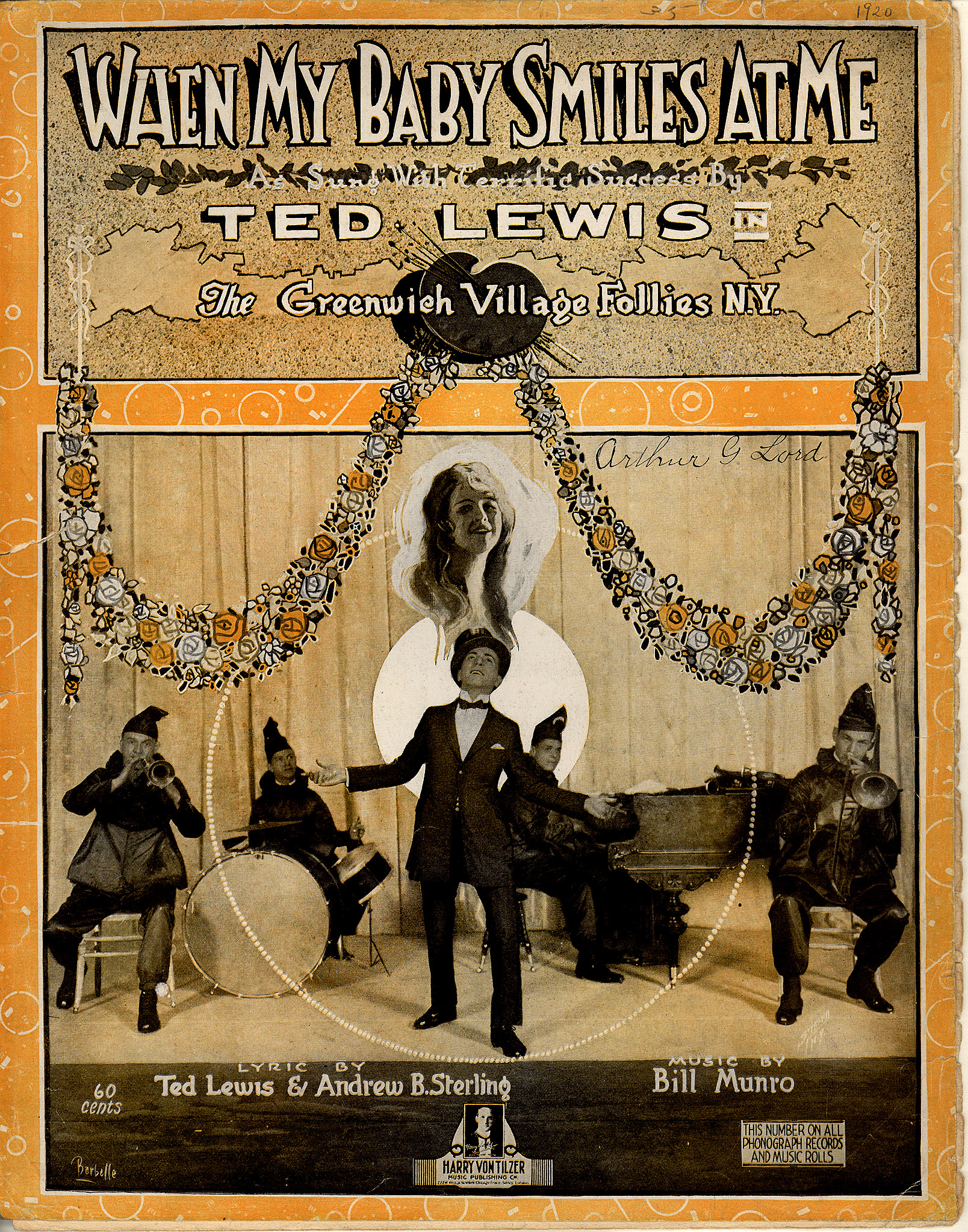
Capa da partitura da canção-título When My Baby Smiles at Me, registrada em 1920 pelos autores Bill Munro, Ted Lewis e Andrew B. Sterling. Naturalmente, ela é executada no filme.

O roteiro é baseado na peça Burlesque, grande sucesso da Broadway, onde foi apresentada de setembro de 1927 a julho de 1928 e, depois, do Natal de 1946 a janeiro de 1948. Esta é a terceira adaptação da peça. As anteriores foram The Dance of Life (1929), sob a direção de John Cromwell e Swing High, Swing Low (1937), dirigido por Mitchell Leisen e com elenco encabeçado por Carole Lombard e Fred MacMurray.
A história leve faz com que se sobressaim a ambientação de vaudeville e os muitos números musicais, inclusive o famoso coro nupcial da ópera Lohengrin, de Richard Wagner.
Dan Dailey recebeu uma indicação ao Oscar, a única de sua carreira. A trilha sonora de Alfred Newman também foi distinguida pela Academia.
Foi o último filme do ator de cinema mudo George O'Hara, que atuou em 87 filmes desde 1919, quando atuou para Mack Sennett. Fez uma pequena ponta, não-creditado, de ajudante de palco.

## Sinopse
Casal de uma companhia de vaudeville que atua no interior enfrenta problemas depois que o marido conquista a Broadway. Mas a fama o leva ao alcoolismo e sua esposa pede o divórcio para casar-se com um rancheiro. Um amigo tenta reconciliá-los.

## Premiações
| Patrocinador                                  | Prêmio    | Categoria                                     | Situação |
| --------------------------------------------- | --------- | --------------------------------------------- | -------- |
| Academia de Artes e Ciências Cinematográficas | Oscar     | Melhor Ator (Dan Dailey) Melhor Trilha Sonora | Indicado |
| Writers Guild of America                      | WGA Award | Melhor Roteiro - Musical                      | Indicado |

## Elenco
| Ator/Atriz    | Personagem                        |
| ------------- | --------------------------------- |
| Betty Grable  | Bonny Kane                        |
| Dan Dailey    | Skid Johnson                      |
| Jack Oakie    | Bozo Evans                        |
| June Havoc    | Gussie Evans                      |
| Richard Arlen | Harvey Howell                     |
| James Gleason | Lefty Moore                       |
| George O'Hara | Ajudante de palco (não-creditado) |